# زیردریایی یو-۱۳۷ (۱۹۴۰)
زیردریایی یو-۱۳۷ (۱۹۴۰) (به انگلیسی: German submarine U-137 (1940)) یک زیردریایی بود که طول آن ۴۳٫۹۷ متر (۱۴۴ فوت ۳ اینچ) بود. این زیردریایی در سال ۱۹۴۰ ساخته شد.